# Leucothrix sargassi
Espèce
Leucothrix sargassi est une gammaprotéobactérie et une des espèces du genre bactérien Leucothrix. Elle a été isolée des eaux côtières au large de la ville de Yantai en Chine.

## Description
Leucothrix sargassi est une bactérie à Gram négatif, strictement aérobie, non flagellée, non mobile, oxydase et catalase positive, et en forme de bâtonnet. La souche type C3212T a été isolée sur des algues marines de l'espèce Sargassum natans en mer à proximité de Yantai (Chine).
Au laboratoire, sa croissance est possible entre 8 °C et 37 °C et optimale se situe à 285 °C en présence de 1.0 à 7.0 % (w/v) de NaCl (optimum à 4.0 %), à pH 6.0 à ph 9.0 (optimal à pH 7.5).

## Taxonomie

### Étymologie
Son étymologie est la suivante : Leu'co.thrix Gr. adj. leucus signifiant clair, léger; Gr. n. thrix trichis cheveux; M. L. fem. n. Leucothrix chevelure incolore pour le nom de genre et sar.gas’si. N.L. gen. neut. n. sargassi, de Sargassum faisant référence au nom de genre de l'algue marine Sargassum où la souche type a été isolée, pour l'épithète,,. Le nom a été déclaré publié de manière valide par l'ICSP selon le code de nomenclature bactérienne.

### Taxonomie
Décrit depuis 1844, le genre Leucothrix ne comptait qu'une seule et unique espèce, l'espèce type Leucothrix mucor jusqu'à la découverte de l'espèce Leucothrix pacifica dans le Gyre subtropical du Pacifique sud puis de l'espèce L. arctica,.
Les analyses phylogénétiques de la séquence de l'ARNr 16S de la souche C3212 ont montré une homologie de 98.% au maximum avec l'espèce L. pacifica. Formant donc un cluster distinct, elle a été classée comme nouvelle espèce de ce genre Leucothrix. Comme les autres Leucothrix, l'espèce L. sargassi fait partie de la famille des Thiotrichaceae et elle constitue la 4e espèce officielle de ce genre bactérien.